# Сербія і Чорногорія на Олімпійських іграх
Сербія і Чорногорія брала участь в Олімпійських іграх з 1992 по 2006, після чого Сербія та Чорногорія стали виступати, як незалежні держави.

## Історія
Югославія брала участь у кожній літній Олімпіаді (1920–1988) і у зимових іграх з 1924 по 1988 роки (окрім 1936 і 1960). Після розпаду Югославії у 1991–1992 роках Словенія та Хорватія вже на Олімпіаді у Барселоні виступали окремими державами, а Югославія була представлена Боснією і Герцеговиною, Македонією, Сербією та Чорногорією. На Зимової Олімпіади 1992 року Югославія в останній раз виступила, як держава.
ФРЮ була утворена Сербією і Чорногорією. Однак у рішенні 757 Ради безпеки ООН (30 травня 1992) йшлося:

Потрібно зробити необхідні кроки, щоб запобігти участі у спортивних подіях ФРЮ

-Paragraph 8 (b)
Попри це, МОК ухвалив рішення, що атлети з Сербії і Чорногорії (а також з Македонії) можуть узяти участь у Олімпійських іграх 1992 року у Барселоні. Але вони повинні були змагатися, як незалежні олімпійські учасники: вони повинні носити білий одяг, одягатися без відмітних знаків, використовувати Олімпійський гімн та Олімпійський прапор. Незалежні олімпійські учасники не могли брати участь у церемонії відкриття та закриття ігор. Команда з 52 спортсменів виграла 3 медалі у стрільбі. Обмеження означало, що чоловічі й жіночі команди з водного поло, баскетболу, гандболу не могли брати участь в іграх. Тривалі санкції означали, що спортсмени не могли готуватися до Зимової Олімпіаді 1994 року. Санкції були скасовані до наступного року.
На Літніх Олімпійських іграх 1996 команда взяла участь, використовуючи той же кодекс, як вільна країна, попри те, що ФРЮ не була визнана приймачем Югославії. Команда з 68 спортсменів завоювала на іграх 4 медалі. У 2000 році, у Сіднеї команда з 111 спортсменів завоювала 3 медалі.
У 2003 році ФРЮ створила єдиний союз — Сербія і Чорногорія. Вперше на Літній Олімпіаді 2004 року Сербія і Чорногорія виступила, як нова країна, завоювавши 2 медалі.
Після Чорногорського референдуму щодо незалежності у 2006 році, було розірвано державний союз між країнами. На Олімпіаді-2008 Сербія та Чорногорія виступали незалежними державами.

## Медалі
| Медаль | Спортсмен                                   | Олімпійські ігри | Вид        | Дисципліна                                            |
| ------ | ------------------------------------------- | ---------------- | ---------- | ----------------------------------------------------- |
| Срібло | Ясна Шекарич                                | Барселона, 1992  | Стрільба   | Жінки, Стрільба з пневматичного пістолета, 10м        |
| Бронза | Аранка Біндер                               | Барселона, 1992  | Стрільба   | Жінки, Пневматична гвинтівка                          |
| Бронза | Стеван Плетикович                           | Барселона, 1992  | Стрільба   | Чоловіки, Довільна гвинтівка лежачи                   |
| Золото | Олександра Івошев                           | Аталанта, 1996   | Стрільба   | Жінки, Стрільба з пневматичної гвинтівки, 3 положення |
| Срібло | Чоловіча національна команда з баскетболу   | Аталанта, 1996   | Баскетбол  | Чоловіче змагання                                     |
| Бронза | Олександра Івошев                           | Аталанта, 1996   | Стрільба   | Жінки, Пневматична гвинтівка                          |
| Бронза | Чоловіча національна команда з волейболу    | Аталанта, 1996   | Волейбол   | Чоловіче змагання                                     |
| Золото | Чоловіча національна команда з волейболу    | Сідней, 2000     | Волейбол   | Чоловіче змагання                                     |
| Срібло | Ясна Шекарич                                | Сідней, 2000     | Стрільба   | Жінки, Стрільба з пневматичного пістолета, 10м        |
| Бронза | Чоловіча національна команда з водного поло | Сідней, 2000     | Водне поло | Чоловіче змагання                                     |
| Срібло | Ясна Шекарич                                | Афіни, 2004      | Стрільба   | Жінки, Стрільба з пневматичного пістолета, 10м        |
| Срібло | Чоловіча національна команда з водного поло | Афіни, 2004      | Водне поло | Чоловіче змагання                                     |